# CHAGE and ASKA 25th Anniversary Special チャゲ&飛鳥 熱風コンサート
『CHAGE and ASKA 25th Anniversary Special チャゲ&飛鳥 熱風コンサート』（チャゲアンドアスカ・トゥエンティーフィフス・アニバーサリー・スペシャル チャゲアンドアスカ・ねっぷうコンサート）は、CHAGE and ASKAのライブ・ビデオ。
2005年3月23日にDVDで、2012年4月25日にBDで発売された。発売元はユニバーサルミュージック。

## 概要
CHAGE and ASKAをライブアーティストとして確立させた、1981年の『熱風コンサート』のタイトルを冠に、デビュー25周年を記念して2004年8月28日に東京お台場野外特設会場にて行われた一夜限りのスペシャルコンサート『25th Anniversary Special チャゲ&飛鳥 熱風コンサート』の模様を完全収録した映像作品。
デビュー曲『ひとり咲き』など70年代、80年代に発表された楽曲はほぼオリジナルに近いアレンジで演奏され、当時を彷彿とさせるような歌い方で披露された。
なお、「LOVE SONG」から「太陽と埃の中で」までの11曲はメドレー形式となっている。

## 収録曲

### DISC 1
1. ひとり咲き
作詞・作曲：ASKA
2. 流恋情歌
作詞・作曲：ASKA
3. 万里の河
作詞・作曲：ASKA
4. 御意見無用 '82
作詞：阿里そのみ　作曲：CHAGE
5. 夏は過ぎて
作詞：田北憲次　作曲：CHAGE
6. モーニングムーン
作詞・作曲：ASKA
7. 夢から夢へ
作詞・作曲：ASKA
8. 21世紀
作詞・作曲：ASKA
9. 光の羅針盤
作詞・作曲：ASKA
10. メドレー
  1. LOVE SONG
作詞・作曲：ASKA
  2. パラダイス銀河
作詞・作曲：ASKA
  3. Newsにならない恋
作詞：澤地隆　作曲：CHAGE
  4. ボヘミアン
作詞：ASKA　作曲：井上大輔
  5. ふたりの愛ランド
作詞：CHAGE・松井五郎　作曲：CHAGE
  6. ふたり
作詞・作曲：ASKA
  7. 嘘
作詞・作曲：CHAGE
  8. 伝わりますか
作詞・作曲：ASKA
  9. シングル・ベッド
作詞：澤地隆　作曲：CHAGE
  10. YAH YAH YAH
作詞・作曲：ASKA
  11. 太陽と埃の中で
作詞・作曲：ASKA
11. 36度線 -1995夏-
作詞・作曲：ASKA

### DISC 2
1. 夏の終わり
作詞：澤地隆　作曲：CHAGE
2. MOON LIGHT BLUES
作詞・作曲：ASKA
3. 熱風
作詞：松井五郎　作曲：ASKA
4. 魅惑
作詞・作曲：ASKA
5. 棘
作詞・作曲：ASKA
6. Love Affair
作詞・作曲：ASKA
7. 南十字星
作詞：ASKA・松井五郎　作曲：ASKA
8. NとLの野球帽
作詞・作曲：CHAGE
9. 野いちごがゆれるように
作詞・作曲：ASKA
10. 熱い想い
作詞：ASKA・松井五郎　作曲：ASKA
11. 声を聞かせて（アンコール）
作詞・作曲：ASKA
12. SAY YES（アンコール）
作詞・作曲：ASKA
13. 安息の日々（アンコール）
作詞・作曲：ASKA